# Happy Eyeballs
 (février 2023).
Happy Eyeballs (également appelé Fast Fallback) est un algorithme publié par l'IETF qui rend plus réactives les applications à double pile (celles qui comprennent à la fois IPv4 et IPv6) aux utilisateurs en essayant de se connecter à la fois en IPv4 et IPv6 (en préférant IPv6), minimisant ainsi les problèmes courants rencontrés par les utilisateurs avec des connexions ou des configurations IPv6 imparfaites. La locution happy eyeballs utilise le mot eyeball (globe oculaire) pour décrire les points de terminaison qui représentent les utilisateurs finaux humains d'Internet, par opposition aux serveurs.
Happy Eyeballs est conçu pour résoudre le problème selon lequel de nombreux réseaux IPv6 sont inaccessibles à partir de certaines parties d'Internet, et les applications essayant d'atteindre ces réseaux apparaîtront comme ne répondant pas, ce qui frustrera les utilisateurs. Happy Eyeballs résout ce problème en déterminant quel transport serait le mieux utilisé pour une connexion particulière en les essayant tous les deux en parallèle. Une application qui utilise un algorithme Happy Eyeballs vérifie à la fois la connectivité IPv4 et IPv6 (avec une préférence pour IPv6) et utilise la première connexion renvoyée. Les adresses sont souvent choisies à partir du DNS avec un algorithme round-robin.
Les implémentations des piles Happy Eyeballs existent dans le navigateur Web Chrome de Google, Opera 12.10, Firefox version 13, OS X, cURL et OpenBSD.
Les tests Happy Eyeballs faisaient partie de la Journée mondiale de l'IPv6 en 2011.
L'algorithme Happy Eyeballs peut également être étendu pour choisir entre les types de protocoles de transport, tels que TCP et SCTP, mais le développement est encore dans une phase expérimentale.